# Casa Editrice M. Boario
La Casa Editrice M. Boario (anche citata come Edizioni Musicali M.Boario) è una casa editrice musicale italiana specializzata in musica per banda. Fondata a Torino da Massimo Boario nel 1923, anno di iscrizione alla Camera di Commercio di Torino. È iscritta alla SIAE dal 1925.

## Storia
Nel corso dei suoi oltre cento anni di attività, la Casa Editrice M. Boario ha collaborato con compositori, direttori e trascrittori di fama nazionale e internazionale, diventando un punto di riferimento nel panorama bandistico italiano. L’attività editoriale ha incluso pubblicazioni per bande civili e militari, orchestre di fiati, nonché la produzione discografica.

## Collaborazioni
Collabora con La Fanfara della Brigata alpina "Taurinense", con la quale ha realizzato due importanti CD: Legend e Voli d'Aquila. Il CD Voli d'Aquila, con la presenza di Cecilia Gasdia e Ricky Tognazzi, ha ricevuto l'encomio del Presidente della Repubblica Italiana Giorgio Napolitano.

## Premi e riconoscimenti
- 2025 la Casa Editrice è stata inserita nelle Registro delle Imprese Storiche della Unioncamere per i 100 anni di ininterrotta attività. Unica casa editrice musicale, specializzata in musica per banda, inserita in questo prestigioso registro.

- 2007 Premio della Fedeltà al Lavoro e per il Progresso Economico, conferito all'attuale editore Davide Boario, dal Presidente della Camera di Commercio di Torino per gli oltre 85 anni di attività della Casa Editrice M.Boario
- 1997 Attestato con Medaglia d’oro conferita alla Casa Editrice M.Boario dal Presidente della Società Italiana degli Autori ed Editori Medaglia d'Oro conferita dal Presidente della Siae nel 1977 alla Casa Editrice M.Boario

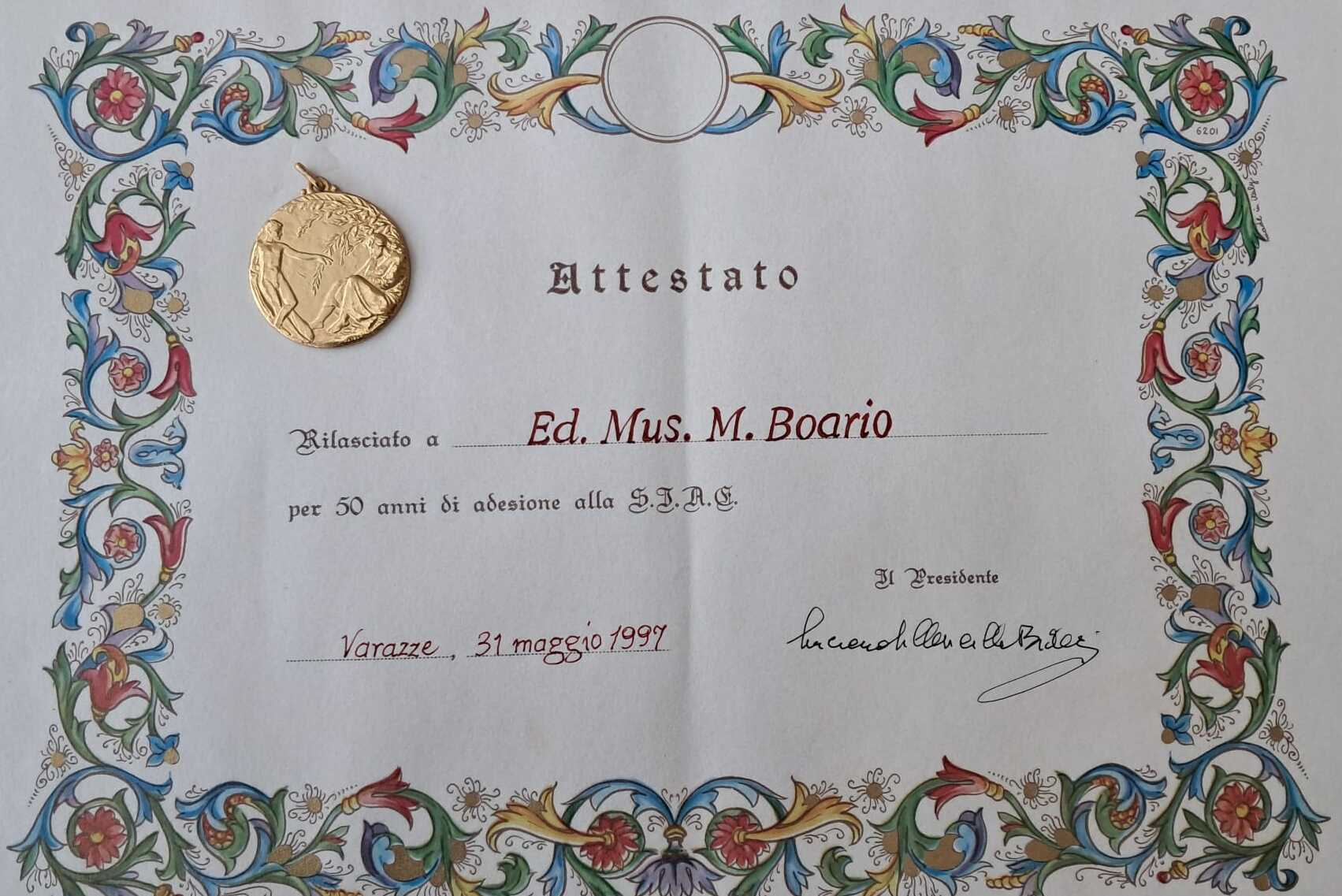
Medaglia d'Oro conferita dal Presidente della Siae nel 1977 alla Casa Editrice M.Boario